# 内史
内史（ないし）は古代中国の官職。首都近辺の長官である。

## 起源
『漢書』百官公卿表上によれば周の官であり、秦、前漢もそれを引き継いだ。首都及び近辺の県を統治した。県を統治すると言う点では郡と同様だが、人口が多く、役所が首都にあり、前漢においては中央官庁の一つとして数えられた。官秩は二千石であった。
秦が滅び項羽が諸侯を立てると、秦の内史の管轄は塞国と雍国に分割されて塞王司馬欣と雍王章邯が封建された（紀元前206年）。しかし彼らは漢王劉邦によって征服され、劉邦は高祖2年（紀元前205年）に塞国を渭南郡と河上郡、雍国を中地郡とした。更に高祖9年（紀元前198年）、渭南郡、河上郡、中地郡を内史の管轄に戻した。
景帝前2年(紀元前155年)に内史は左右に分割され、渭南郡と中地郡は右内史、河上郡は左内史となった。更に武帝の太初元年(紀元前104年)に右内史の渭南郡だった地域は京兆尹と改名され、中地郡だった地域は右扶風となった。左内史は左馮翊と改名された。この元は内史であった京兆尹、右扶風、左馮翊およびその地域を三輔と言う。漢王朝の官としての内史はここで廃止された。
一方、前漢において各地に封建された諸侯王の国にも内史が置かれ、諸侯王の国の都とその近辺を統治した。漢の内史が改名された後も諸侯王の内史は改名されなかった。成帝の綏和元年（紀元前8年）、当時の大司空何武が諸侯王の国において実質的な治民官となって権力が重過ぎる内史を廃止することを進言して裁可され、内史が廃止されて諸侯王の相（諸侯相）が民を治めるようになった。
その後、西晋武帝の太康10年（289年）になり、諸侯相は内史と改名され、内史の名称が復活した。